# Toy Soldier
«Toy Soldier» —en español: «Soldado de juguete»— es una canción de la artista estadounidense Britney Spears que figura en su quinto álbum de estudio, Blackout. Se lanzó el 29 de octubre de 2007 a través de Jive Records junto con el álbum, y fue compuesto por Sean Garrett, Christian Karlsson, Magnus "Mango" Wallbert y Pontus Winnberg, mientras que la producción estuvo a cargo del dúo sueco de productores, y compositores, Bloodshy & Avant. En cuanto a su música, «Toy Soldier» es una canción dance con influencias de otros géneros como el electropop, dubstep y la música electrónica.
«Toy Soldier» fue aclamada por los críticos, quienes elogiaron la música y la voz de Spears. La canción llegó a ocupar el puesto cincuenta y nueve de la lista de canciones más descargadas de Canadá. Desde su lanzamiento, Spears nunca ha interpretado «Toy Soldier» en vivo, las únicas canciones del álbum que han sido interpretadas han sido «Gimme More», «Piece of Me», «Break the Ice», «Radar», «Freakshow», «Get Naked (I Got a Plan)», «Hot as Ice» y «Ooh Ooh Baby».

## Antecedentes y composición
Después del extenso receso de Spears durante tres años, en 2007 fue lanzado su quinto álbum álbum de estudio, Blackout, el cual prometía revigorizar la industria musical del pop. Posteriormente al lanzamiento del primer sencillo del álbum, «Gimme More», el productor y compositor Sean Garrett comento: «sin faltar el respeto a Danja, pero "Gimme More" sin duda no es la mejor elección», refiriéndose a su elección como primer sencillo. Garret reveló que el álbum es dance puro, pero algunas canciones también hablan acerca de la vida de Spears, «cómo se siente y cómo ella ve las cosas [...] es difícil mantenerse en el mundo del pop tanto tiempo, obviamente ella tiene algo especial. Ella tiene los pies en la tierra, además es ella misma. No está tratando de ser alguien más, comete errores pero todos cometemos errores, tienes que amarla. Ella pondrá al mundo a bailar, si le das una oportunidad para mostrar de lo que está hecha».

## Descripción
«Toy Soldier» es una canción animada de dance y pop con influencias de la música electrónica. Margeaux Watson de Entertainment Weekly describe el sonido y la voz de la cantante como insolente con un cierto parecido a la canción «Soldier» de Destiny's Child, de acuerdo al escritor la canción incorpora un ritmo de «redoble de tambores militares muy animado». Spence D. de ING Entertainment destaca el rap que realiza Spears a lo largo de la canción y lo compara con el trabajo realizado por la cantante Gwen Stefani. El sitio web Idolator destacó la voz sensual de la cantante, que al mismo tiempo suena como la voz de «un bebé», además la describe como «una obra maestra» al igual que las demás canciones del álbum.
«Toy Soldier» presenta la forma tradicional «estrofa-estribillo» y comienza con una introducción hablada en la que Sean Garret dice el verso You hear a smash on the radio / Bet I penned it, Britney («Se oye un éxito en la radio / Apuesto a que lo escribí, Britney»), posteriormente Spears continua, repitiendo la frase Break me off/ Toy Soldier («Quiébrame / Soldado de juguete»). La letra aborda la temática de una decepción amorosa, Spears utiliza la metáfora del soldado de juguete, para referirse a un hombre que no la satisface. En el coro expresa su necesidad de tener un verdadero soldado, refiriéndose a un hombre, que la haga feliz y que la cuide, mediante el verso This time I need a soldier / A really bad-ass soldier / That knows how to take, take care of me / I'm so damn glad that's over  («Esta vez necesito un soldado / Un soldado realmente bravo / Que sepa cómo hacerse cargo de mí / Estoy tan malditamente feliz de que haya terminado»).

## Recepción crítica
«Toy Soldier» recibió reseñas mixtas por parte de la crítica contemporánea. El sitio web Idolator catalogó a la canción como «una obra maestra» que se destaca en el álbum por su ritmo, además resalta que la canción «cuenta con la voz sensual de Spears», pero al mismo tiempo suena como «un bebé», algo que es característico de sus grabaciones. Por otro lado, Spence D. de ING Entertainment destacó el rap de la cantante, pero lo describió como si «Gwen Stefani hubiera tenido un mal día». Mike Schiller de PopMatters criticó severamente al álbum Blackout llamándolo «basura sin arte», sin embargo destacó que «Toy Soldier» tiene un «sonido asesino» que no se compara con las demás canciones del álbum, para finalizar agregó que «Freakshow» y «Toy Soldier» son indiscutiblemente «pequeñas cancioncillas dance increíbles». Allan Raible de ABC News criticó positivamente la canción, en su reseña destaca el ritmo y sonido de la pista, resaltando los «quejidos y gemidos» de la cantante; Raible bromea sobre la canción, escribiendo: «Con sus arrullos de I need a soldier («Necesito un soldado»), uno puede imaginar que está siendo utilizada en un anuncio para las fuerzas armadas». Respecto a la lírica de la canción, al equipo de edición del sitio web The Collegian le pareció que está dedicada al exesposo de Spears, Kevin Federline.

## Posición en las listas

### Listas semanales
| País              | Lista             | Primera semana          | Posición debut | Mejor posición | Semanas en la mejor posición | Semanas en la lista | Última semana           | Ref.  |
| ----------------- | ----------------- | ----------------------- | -------------- | -------------- | ---------------------------- | ------------------- | ----------------------- | ----- |
| América del Norte |                   |                         |                |                |                              |                     |                         |       |
| Canadá            | Hot Digital Songs | 17 de noviembre de 2007 | 59             | 59             | 1                            | 1                   | 17 de noviembre de 2007 | [ 3 ] |

## Créditos y personal
- Sean Garrett: Coros, composición y coproducción
- Bloodshy & Avant: Producción, programación, grabación, composición, bajo, guitarra y teclados
- Niklas Flyckt: Mezcla
- Magnus "Mango" Wallbert: Programación y composición
- Rob Skipworth: Asistente de grabación

Fuente: Allmusic y Discogs.